# Fotorama
Fotorama A/S var et dansk filmselskab, der blev stiftet den 18. november 1908 af Thomas S. Hermansen, og som havde hovedsæde i Aarhus. Filmselskabet begyndte oprindeligt sit virke under navnet Dansk Kino-Foto-Teknik-Industri i maj 1907, og stiftedes som aktieselskab under navnet A/S Th.S. Hermansen i Teaterbygningen i Aarhus; men omdøbtes i januar 1910 til A/S Fotorama. 
Fotoramas første film var krigsdramaet "Den lille Hornblæser" med Frede Skaarup og Christel Holch i hovedrollerne. Filmen havde premiere den 18. oktober 1909 med publikumssucces. Fotorama fortsatte med at producere en lang række film frem til 1940, hvor man indstillede filmproduktionen efter publikumsfiaskoen med dramaet "Jens Langkniv", hvor blandt andre Poul Reichhardt og Grethe Bendix var på rollelisten.